# (6676) Monet
(6676) Monet (2083 T-2) – planetoida z pasa głównego asteroid okrążająca Słońce w ciągu 5,61 lat w średniej odległości 3,16 j.a. Odkryta 29 września 1973 roku.